# Listă de filme sovietice din 1966
- Filme sovietice din: 1965 — 1966 — 1967

Aceasta este o listă de filme produse în Uniunea Sovietică în 1966.
| Titlu                      | Titlu original                                               | Regizor                  | Distribuție      | Gen   | Note                                                                       |
| -------------------------- | ------------------------------------------------------------ | ------------------------ | ---------------- | ----- | -------------------------------------------------------------------------- |
| 1966                       |                                                              |                          |                  |       |                                                                            |
| Andrei Rublev              | Андрей Рублёв                                                | Andrei Tarkovsky         |                  |       |                                                                            |
| Aybolit-66                 | Айболит-66                                                   | Rolan Bykov              |                  |       |                                                                            |
| Beware of the Car          | Берегись автомобиля                                          | Eldar Ryazanov           |                  |       |                                                                            |
| The Elusive Avengers       | Неуловимые мстители                                          | Edmond Keosayan          |                  |       |                                                                            |
| Go There, Don't Know Where | Поди туда, не знаю куда                                      | Ivan Ivanov-Vano         |                  |       |                                                                            |
| Katerina Izmailova         | Катерина Измайлова                                           | Mikhail Shapiro          |                  | Drama | Entered into the 1967 Cannes Film Festival                                 |
| Lenin in Poland            | Ленин в Польше                                               | Sergei Yutkevich         |                  |       | Yutkevich won the award for Best Director at the 1966 Cannes Film Festival |
| Nobody Wanted to Die       | rusă Никто не хотел умирать lituaniană Niekas nenorėjo mirti | Vytautas Žalakevičius    |                  |       | Lithuanian SSR; USSR State Prize, 1967                                     |
| On Thin Ice                | По тонкому льду                                              | Damir Vyatich-Berezhnykh |                  |       |                                                                            |
| The Gypsy                  | Цыган                                                        | Yevgeny Matveyev         | Yevgeny Matveyev | Drama |                                                                            |
| Wings                      | Крылья                                                       | Larisa Shepitko          | Drama            |       |                                                                            |

## Legături externe
- Filme sovietice din 1966 la Internet Movie Database